# Atlantica
Pour les articles homonymes, voir Atlanticus, Atlantica, Atlanticum.

Atlantica il y a 2 Ga. Les cratons archéens sont en gris.

Atlantica est le nom donné à un paléocontinent formé durant le Protérozoïque il y a environ deux milliards d'années à partir de deux cratons situés dans ce qui est aujourd'hui l'Afrique de l'Ouest et l'est de l'Amérique du Sud. Son nom lui a été donné par John J. W. Rogers, car l'ouverture de ce continent créa l'océan Atlantique sud.

## Formation
Atlantica s’est formé simultanément avec le supercontinent Nena (Northern Europe + North America), il y a 1,9 Ga, à partir de cratons archéens, Amazonia (actuelle Amérique du Sud), des cratons du Congo, d'Afrique de l'Ouest et d'Afrique du Nord.

## Fracturation

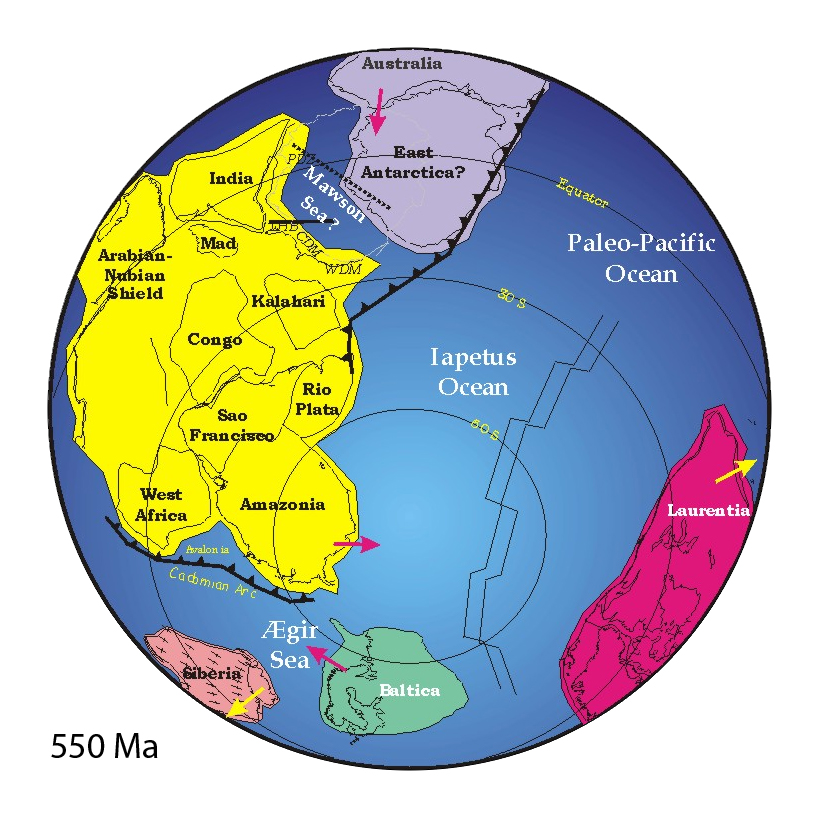
La Terre il y a 550 Ma.

Atlantica s’est séparé de Nena entre 1,6 et 1,4 Ga, lorsque le supercontinent Columbia (composé des continents Ur, Nena et Atlantica) se fragmenta. Avec Nena, Ur et quelques plaques mineures, Atlantica forma le supercontinent de la Rodinia vers 1 Ga. La fragmentation de Rodinia entre 1 et 0,5 Ga forma le nouveau continent Laurasia ainsi que le Gondwana oriental et occidental, Atlantica étant le noyau de ce dernier.
Durant cette dernière phase, au Néoprotérozoïque, eut lieu une orogenèse brésilienne et panafricaine. La partie centrale de ce phénomène, l'orogenèse de Araçuaí et du Congo occidental, a laissé des types de déformation distinctifs, toujours présents des deux côtés de l'Atlantique,.